# Gustaf Elgenstierna

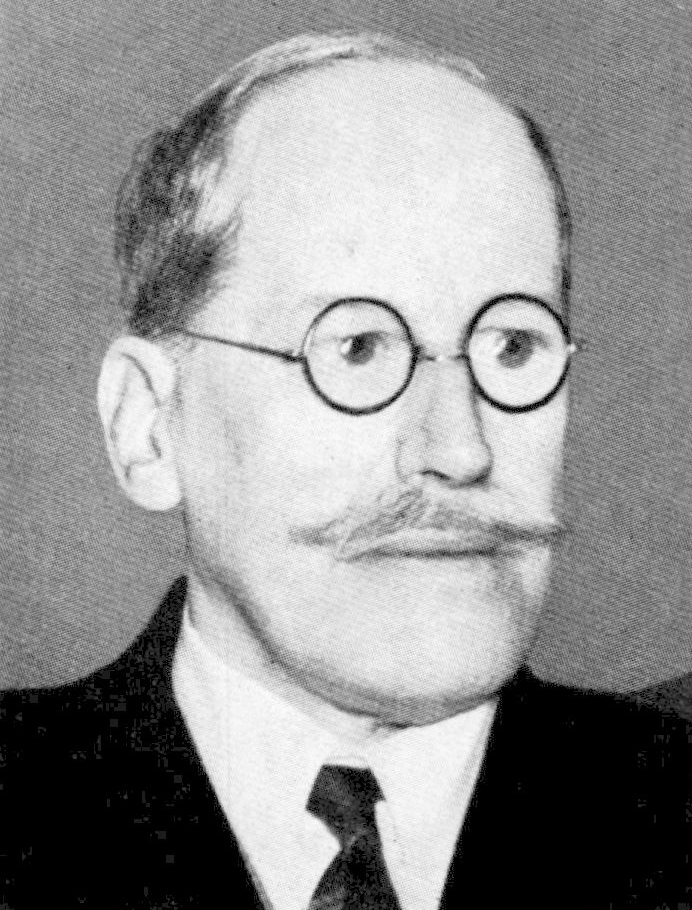
Gustaf Elgenstierna

Gustaf Magnus Elgenstierna (* 26. August 1871 in Klovsten bei Vingåker in Södermanland; † 21. März 1948 in Lidingö bei Stockholm) war ein schwedischer Postangestellter und Genealoge.

## Familie
Gustaf Elgenstierna war ein Sohn von Carl Elgenstierna und Evelyn Petersohn. 1908 heiratete er Clara Sandberg, Tochter des Postmeisters Gustav Sandberg und der Ida Stjerncreutz. Aus der Ehe gingen die beiden Töchter Ulrika Sofia (* 1909) und Clara Marianne (* 1918) hervor.

## Leben
Im Jahre 1891 begann Elgenstierna ein Studium, wurde 1902 Postexpeditor bei der schwedischen Post, 1915 bereits 1. Postexpeditor. In den Jahren 1919–1937 war er Inspektor der Generalpostverwaltung.
In Stockholm war Elgenstierna 1906–1911 Buchauktionskommissar. Seit 1924 war er Mitglied des Vorstandes des Schwedischen Adelsvereinigung (Svenska adelsförbundet), ferner der Gesellschaft für dänisch-norwegische Genealogie und Personengeschichte (Samfundet for dansk Genealogi og Personalhistorie ). 1928 trat er der Gesellschaft für Familienforschung in Finnland bei.
Elgenstierna war einer der renommiertesten Genealogen Schwedens und Herausgeber zahlreicher genealogischer und biographischer Publikationen. Eine seiner bedeutendsten Schriftreihen war Den introducerade svenska adelns ättartavlor, eine 9-bändige Reihe zu Genealogien des schwedischen Adels, vergleichbar dem Genealogischen Handbuch des Adels in Deutschland.

## Werke
- LIBRIS (schwedisch)